# Bisdom Vacaria
Het bisdom Vacaria (Latijn: Dioecesis Vaccariensis) is een rooms-katholiek bisdom met als zetel Vacaria, in Brazilië. Het bisdom is suffragaan aan het aartsbisdom Passo Fundo.

## Geschiedenis
Het bisdom werd opgericht op 8 september 1934, als de territoriale prelatuur Vacaria, uit delen van het aartsbisdom Porto Alegre, en was suffragaan aan het aartsbisdom Porto Alegre. Op 18 januari 1957 werd het verheven tot bisdom. Op 13 april 2011 wisselde het van kerkprovincie en werd suffragaan aan het aartsbisdom Passo Fundo.

## Parochies
Het bisdom had in 2020 een oppervlakte van 15.469 km2 en telde 203.213 inwoners waarvan 90,2% rooms-katholiek was.

## Bisschoppen
- Cândido Julio Bampi (27 juni 1936 - 18 januari 1957)
- Augusto Petró (16 mei 1958 - 12 maart 1964)
- Henrique Gelain (28 maart 1964 - 5 februari 1986)
- Orlando Octacílio Dotti (5 februari 1986 - 12 november 2003; coadjutor sinds 30 mei 1983)
- Pedro Sbalchiero Neto (12 november 2003 - 3 juli 2007; coadjutor sinds 8 januari 2003)
- Irineu Gassen (28 mei 2008 - 9 mei 2018)
- Silvio Guterres Dutra (9 mei 2018 - heden)

Passo Fundo (aartsbisdom) · Erexim · Frederico Westphalen · Vacaria